# 0137 Night Talk
0137 Night Talk (ein Ableger von 0137) war eine der ersten Call-in-Sendungen des Deutschen Fernsehens und wurde von Bettina Rust moderiert.

## Konzeption
0137 Night Talk war entgegen heutiger Call-in-Sendungen weder eine Quizsendung noch eine Beratungssendung wie zum Beispiel Domian bei 1 Live, sondern eine meist themenoffene Anrufsendung in einem unverschlüsselten Zeitfenster des Bezahlfernsehsenders Premiere Anfang der 1990er Jahre. Neben der Anrufmöglichkeit konnten auch Nachrichten per Fax oder Datex-J in die Sendung versandt werden – das Ergebnis war eine Art moderierter Chat im Fernsehen.
Die einmal wöchentlich (immer in der Nacht von Freitag auf Samstag gegen Mitternacht) ausgestrahlte Sendung wurde im markanten Turmgebäude des „Hotel Hafen“ in Hamburg produziert. Ursprünglich nur 30 Minuten lang, erfolgte schon nach einer kurzen Zeit eine Erweiterung der Sendezeit auf 45 Minuten. Auffällig am Sendekonzept war die für die damalige deutsche Fernsehlandschaft ziemlich innovative Kameraführung, bei der Kamerakräne und Steadicam-Systeme für eine stets „kunstvolle“ Bildgestaltung eingesetzt wurden. Das eigentliche Set war bewusst schlicht gehalten: Die Moderatorin saß an einem Schreibtisch, vor ihr das Telefon und ein Bildschirm für Anruferliste und Textnachrichten. Im Hintergrund war die dunkle Hamburger Stadtlandschaft zu sehen.
Trotz einer bis zuletzt positiven Zuschauerresonanz wurde das Format nach insgesamt eineinhalb Jahren von Premiere eingestellt, da die Sendung nicht mehr in das neue Sendekonzept des Senders passte – in der Nacht vom 30. auf 31. Dezember 1994 erfolgte die Ausstrahlung der letzten Sendung.